# Муцано (Лоди)
Муцано је насеље у Италији у округу Лоди, региону Ломбардија.
Према процени из 2011. у насељу је живело 70 становника. Насеље се налази на надморској висини од 95 м.